# James F. Hinkle
James Fielding Hinkle (Franklin megye, 1862. október 20. – Roswell, 1951. március 26.) amerikai politikus, Új-Mexikó 6. kormányzója.

## Fiatalkora
James Fielding Hinkle 1862. október 20-án született Missouriban. A Missouri Egyetemen tanult. 1885-ben Új-Mexikóba költözött, ahol üzleti karriert kezdett

## Politikai karrier
1891 és 1893 között a Lincoln megyei biztosi tanács tagja volt, és 1893 és 1896 között az Új-Mexikói Területi Képviselőház tagjaként is szolgált. 1901-ben az Új-Mexikói Területi Szenátus tagja lett. 1901 és 1911 között a Lincoln megyei kiegyenlítő bizottság tagja volt. 1904 és 1906 között Roswell polgármestere volt. Ezt követően 1912 és 1917 között Új-Mexikó állam szenátusában dolgozott.
1922. november 7-én Új-Mexikó kormányzója lett egy népszavazás után. Mandátuma alatt egy első világháborús veterán ingatlanadó-mentességét szankcionálták. 1923. január 1-től és 1925. január 1-ig volt Új-Mexikó kormányzója.
Hinkle-t később, 1931-ben Új-Mexikó közterületi biztosává választották, egyetlen kétéves ciklust töltött be.
Hinkle felesége Lillie E. Roberts volt, akitől négy gyermeke született.

## Halála
1951. március 26-án halt meg az új-mexikói Roswellben.

## Fordítás
Ez a szócikk részben vagy egészben  a   James F. Hinkle című angol Wikipédia-szócikk ezen változatának fordításán alapul.  Az eredeti cikk szerkesztőit annak laptörténete sorolja fel. Ez a jelzés csupán a megfogalmazás eredetét és a szerzői jogokat jelzi, nem szolgál a cikkben szereplő információk forrásmegjelöléseként.